# Kreishaus Erbach

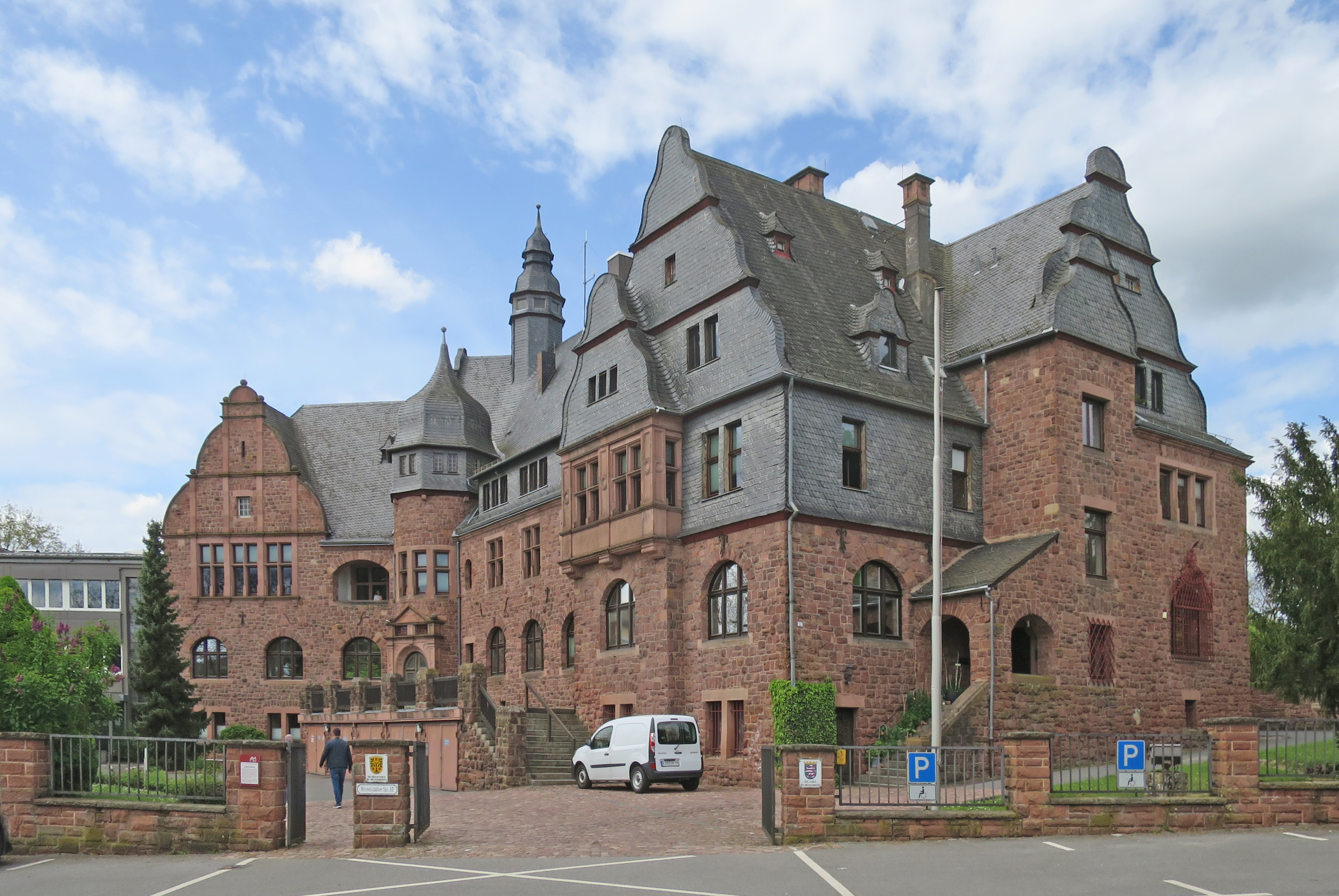
Hauptansicht

Das Kreishaus Erbach ist das ehemalige Dienstgebäude des Kreisrats des Kreises Erbach in Erbach und gehört heute zum Landratsamt des Odenwaldkreises. Das 1902–1903 errichtete Bauwerk steht unter Denkmalschutz.

## Geografische Lage
Das Gebäude entstand an der Stelle der Gerichtsstätte der Erbacher Zent. Später arbeitete hier eine gräflich-erbachische Ziegelei. Es liegt auf einer leichten Erhebung und ist der beherrschende Bau im nördlichen Teil der Stadt. Zum Zeitpunkt des Baus lag der Bauplatz auf freiem Gelände, weit vor der Stadt.

## Geschichte
Amtssitz der Land- und späteren Kreisräte in Erbach war zunächst das Tempelhaus, ab 1825 das neu erbaute Gerbich’sche Haus und ab 1845 das Haus Luck / Eichhofer. Ab den 1880er Jahren reichen die Räume für die wachsende Verwaltung nicht mehr aus und der bauliche Zustand des angemieteten Hauses Luck / Eichhofer war schlecht. Einen Sitzungsraum gab es nicht, der Kreistag trat in dem Raum einer von dem Grafen Erbach subventionierte[n] Handarbeitsschule zusammen. Es dauert aber fast 20 Jahre, bevor der Neubau in Angriff genommen wurde, von 1899 bis 1901 erstrecken sich dann Verhandlungen über und schließlich der Kauf des Baugeländes. Baubeginn war im Juni 1902, die Bauleitung lag beim Großherzoglichen Hochbauamt Dieburg.

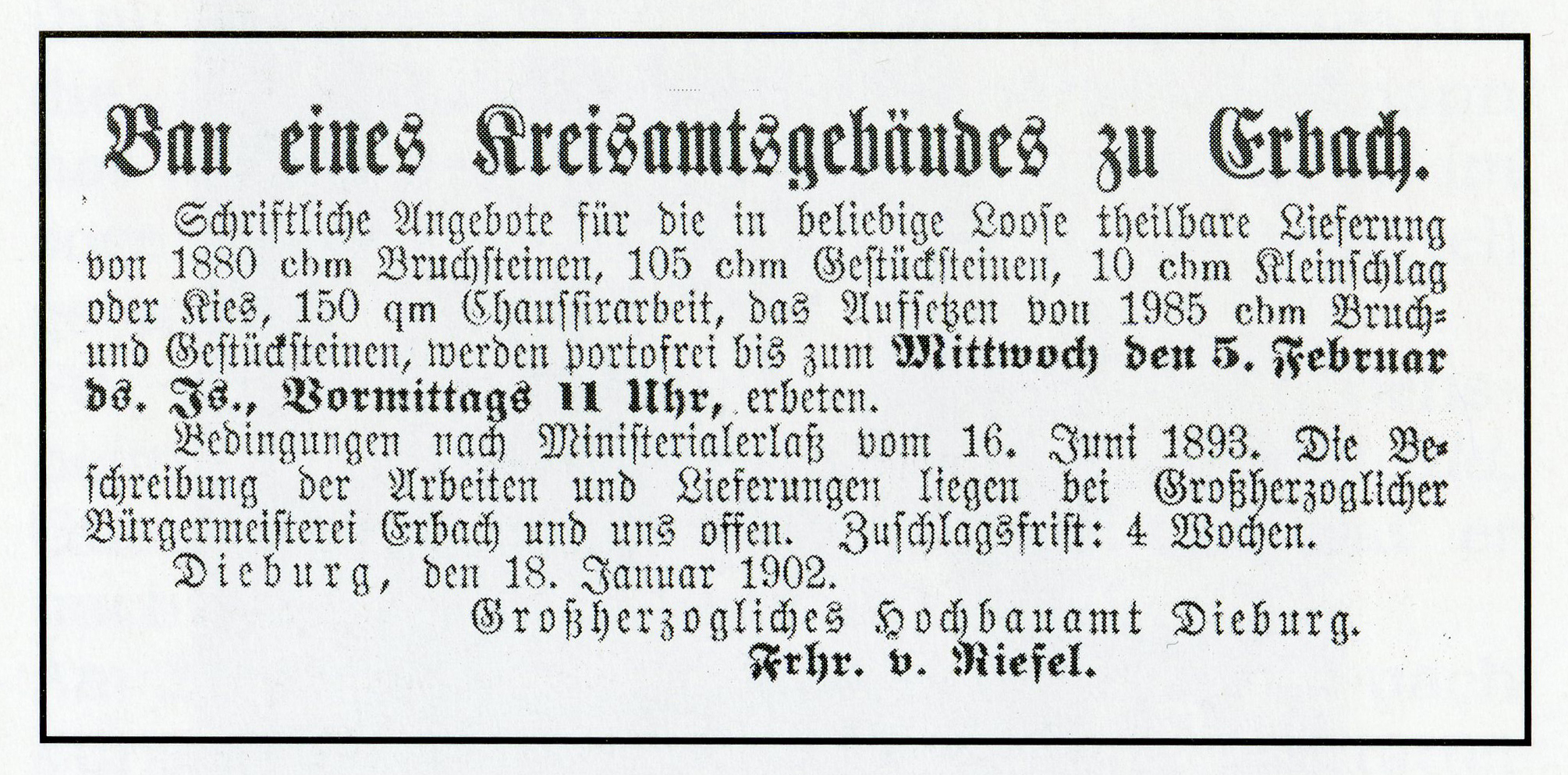
Ausschreibungs-Anzeige 1902

Die Pläne für das neue Kreishaus stammten von dem Großherzoglichen Geheimen Oberbaurat Karl Hofmann, der damals als Professor an der Technischen Hochschule Darmstadt lehrte.
Im Dezember 1903 war das Gebäude so weit fertiggestellt, dass erste Dienststellen einziehen konnten. Der Umzug erfolgt sukzessive und der Mietvertrag über das alte Kreisamt lief am 31. März 1904 aus. Eine offizielle Einweihung scheint nicht stattgefunden zu haben. Das Gebäude umfasste 1529 m² Fläche, die Kosten lagen bei 134.405 Mark und damit etwas unter dem Kostenvoranschlag.

## Bauwerk
Das Gebäude ist ein repräsentatives Bauwerk im Stil der Neurenaissance. Es besteht aus zwei Flügeln, die zueinander in einem Winkel von 45° angeordnet sind. In dem „Scharnier“ der beiden Flügel sind der Haupteingang und das Treppenhaus angeordnet. Der linke Flügel ist nur etwa halb so lang wie der rechte. Durch Giebel in geschweiften Renaissance-Formen und eine reiche Gliederung der mit Schiefer gedeckten Dächer wirkt der Baukörper komplex. In der Publikation zum 100-jährigen Bestehen des Baus hieß es dazu 2003: „Heute wäre eine derartige Architektur, welche nur um der Schönheit Willen riesige Dachräume geschaffen hat, aufgrund fehlender Finanzmittel undenkbar.“ Die Fassade besteht aus rustikal behauenem, roten Odenwälder Buntsandstein, den der Bauunternehmer und Steinmetzmeister Adam Hild aus seinem Steinbruch in Hetzbach lieferte.
Das Gebäude hat ein Sockelgeschoss und zwei Obergeschosse. Dem Sockelgeschoss des rechten Flügels war eine Terrasse vorgelagert, die nach dem Zweiten Weltkrieg zu Garagen umgestaltet wurde. Über eine Freitreppe an einem Ende gelangten Besucher auf die Terrasse, die sie komplett überqueren mussten, um an den Haupteingang zu gelangen, der im ersten Obergeschoss lag. Hier befanden sich die Amtsräume des Kreisrats und der anderen Beamten. Im zweiten Obergeschoss lagen im linken Flügel der Sitzungssaal, ein Beratungszimmer und ein Warteraum, im rechten Flügel die Dienstwohnung des Kreisrats.
1952 wurden in die großen Dachräume weitere Diensträume eingebaut, wofür in das Dach auch neue Schleppgauben eingefügt wurden.
1959 wurde neben dem historischen Kreishaus ein zweigeschossiger Neubau errichtet; bereits 1964 musste er aufgestockt werden und wurde mit dem historischen Gebäude durch einen Zwischenbau – den heutigen Eingang zum Landratsamt – verbunden. 1987 wurde das Landratsamt erneut erweitert.
Heute ist das historische Kreishaus aus geschichtlichen, künstlerischen und städtebaulichen Gründen ein Kulturdenkmal aufgrund § 2 Absatz 1 des Hessischen Denkmalschutzgesetzes.

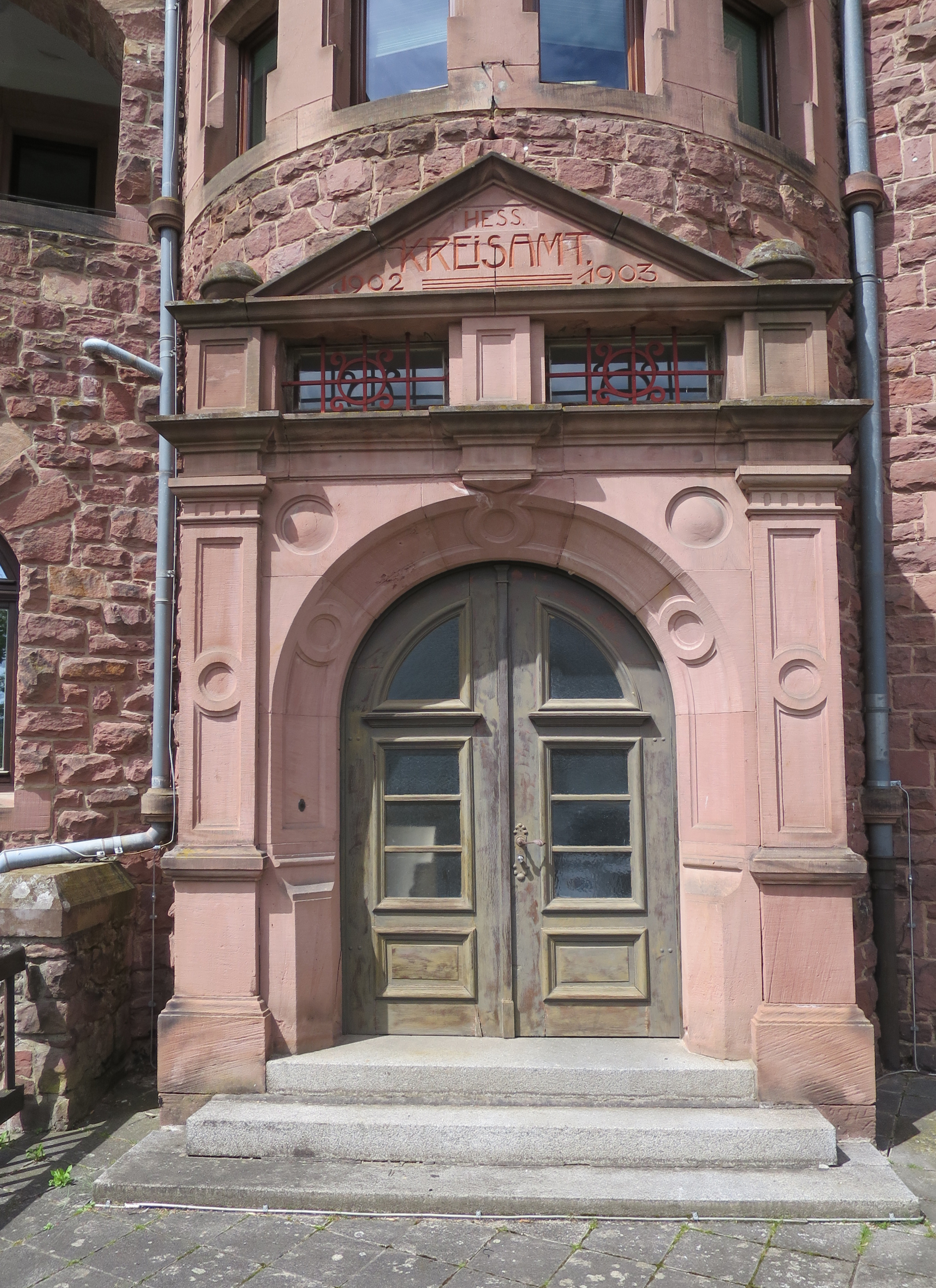
Ursprünglicher Haupteingang
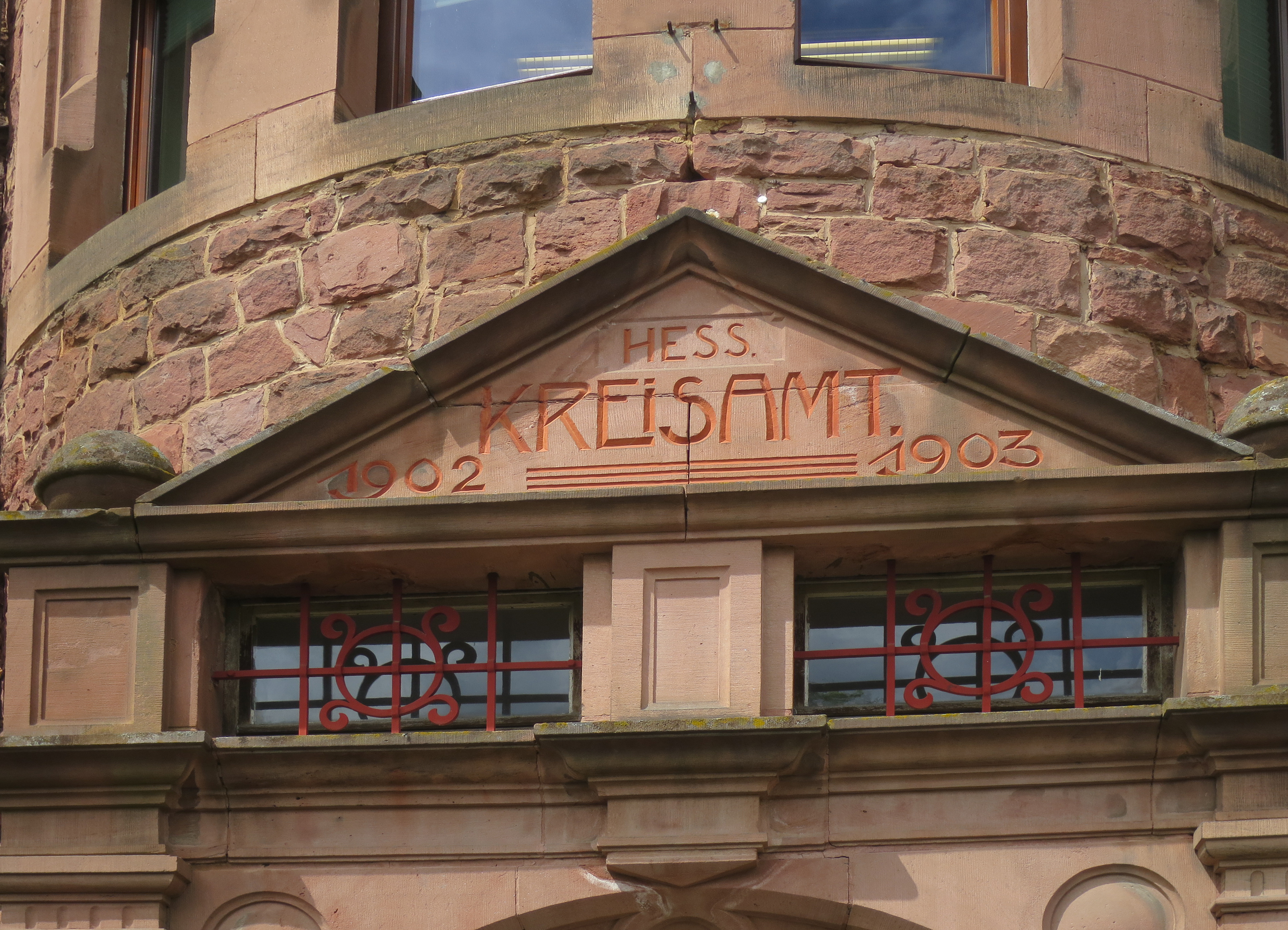
Inschrift über dem ursprünglichen Haupteingang
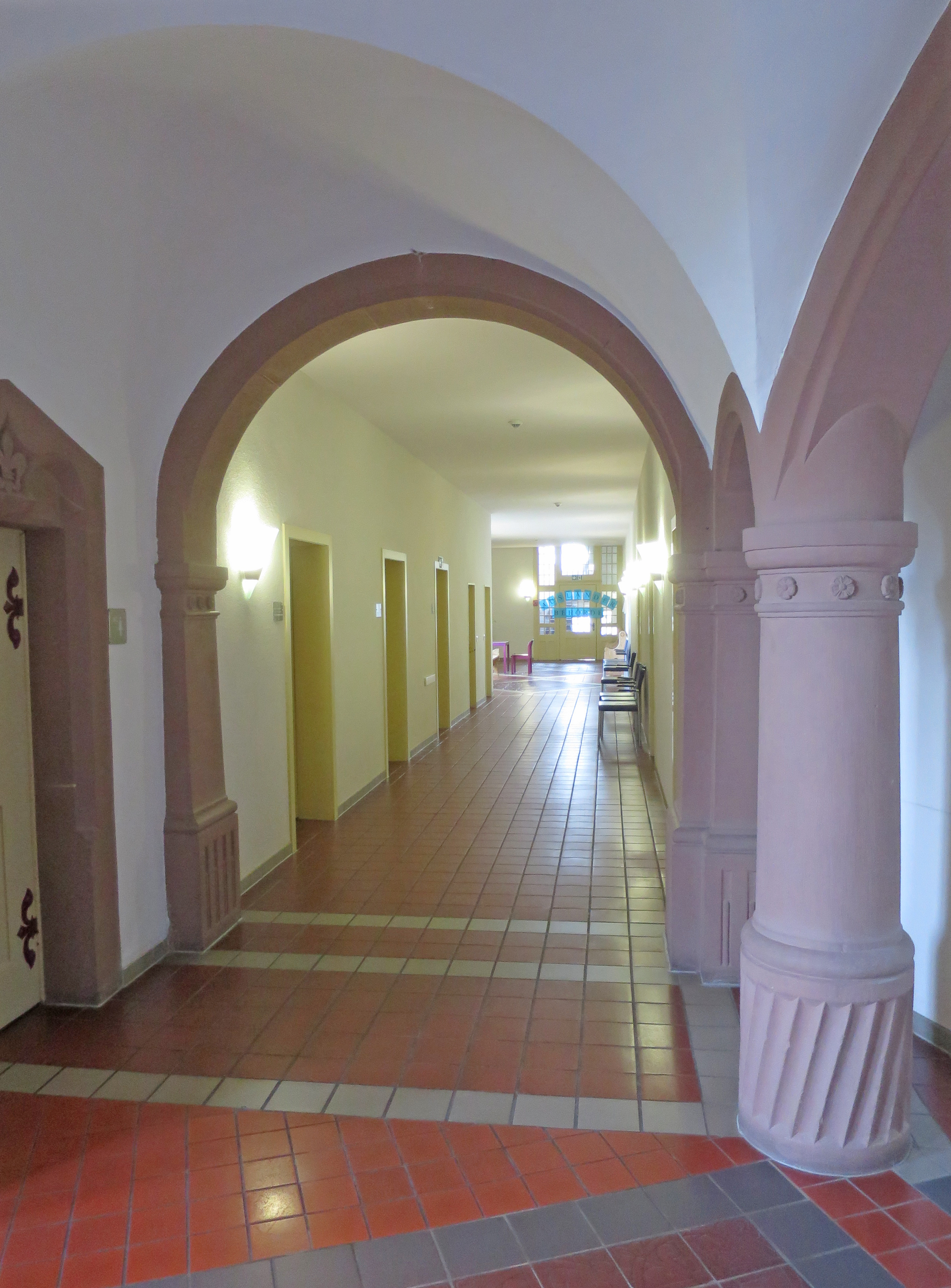
Flur
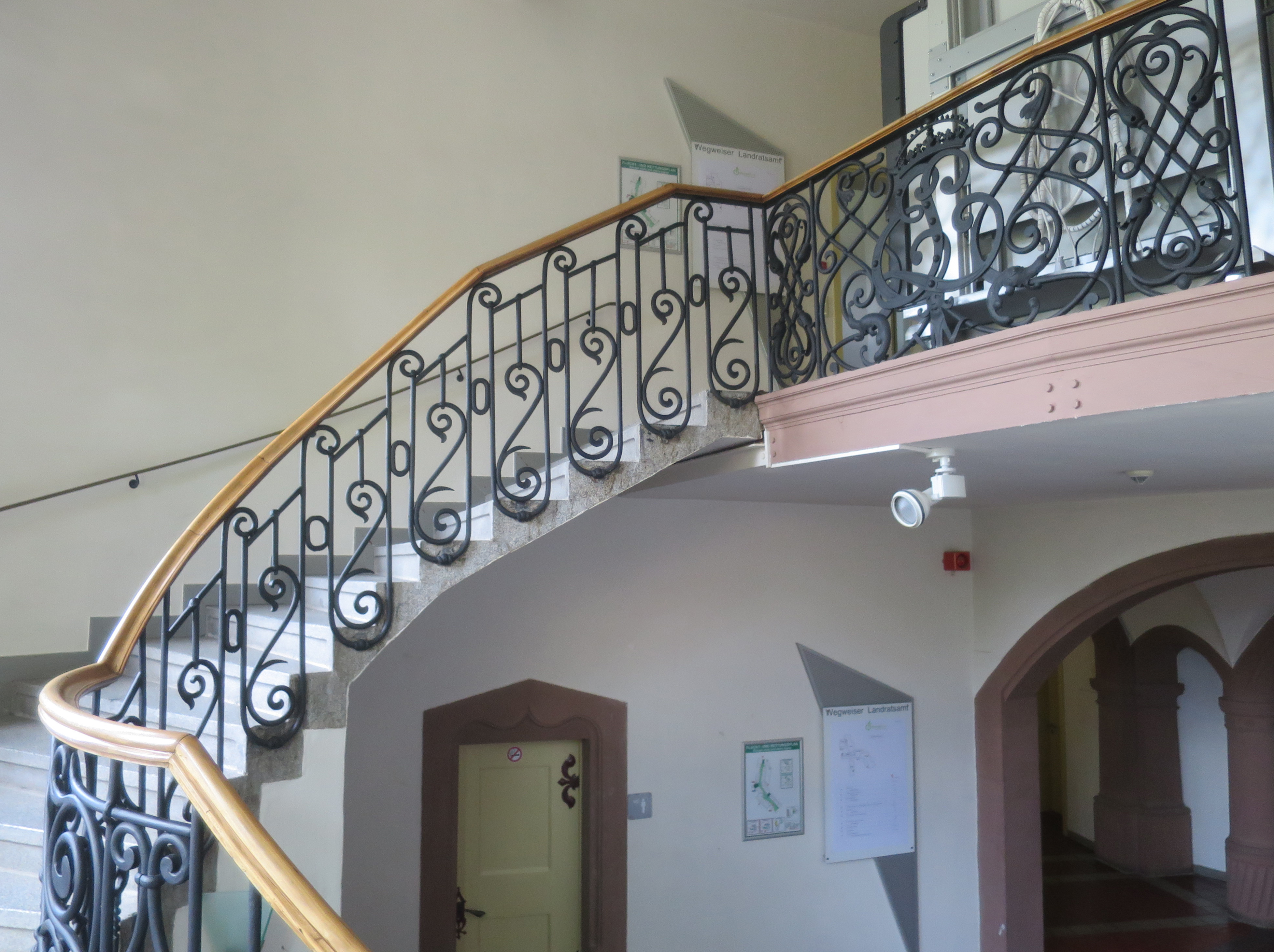
Treppenhaus
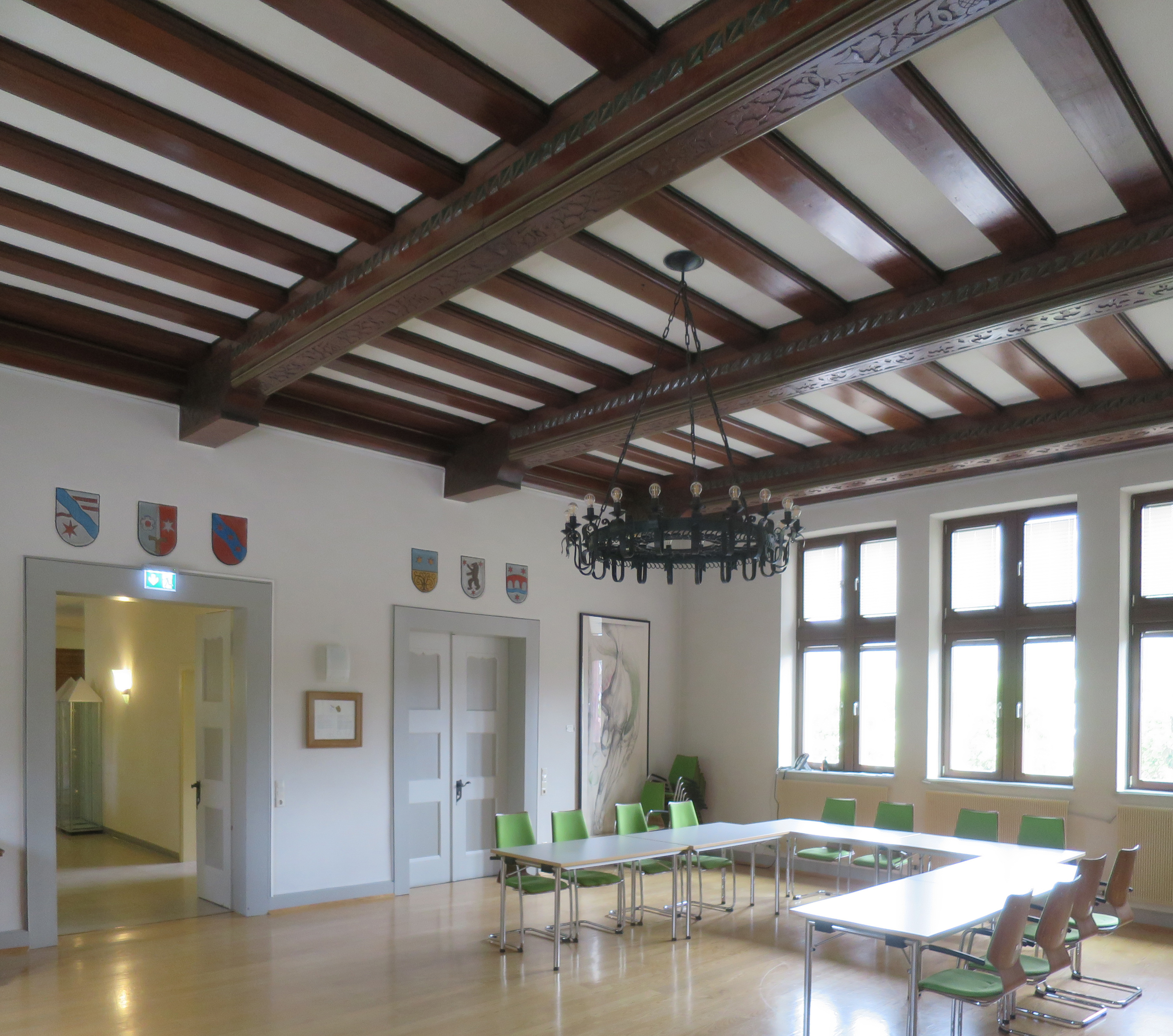
Sitzungssaal